# Bartramia compacta
Bartramia compacta là một loài rêu trong họ Bartramiaceae. Loài này được Hornsch. mô tả khoa học đầu tiên năm 1820.